# روبرت غيليسبي ريد
روبرت غيليسبي ريد هو مهندس وشخصية أعمال كندي، ولد في 12 أكتوبر 1842، وتوفي في 3 يونيو 1908.